# Alfa-fetoproteina
α-fetoproteina (AFP) – białko płodowe, w warunkach fizjologicznych produkowane jedynie przez komórki płodowej wątroby oraz zarodkowego pęcherzyka żółtkowego. W życiu pozapłodowym alfa-fetoproteina pojawia się tylko w następujących sytuacjach:
- fizjologicznie w przebiegu ciąży
  - I trymestr wzrost do 100 μg/l
  - II trymestr wzrost do 300 μg/l
  - III trymestr wzrost do 500 μg/l
    - przekroczenie tych wartości może świadczyć o ciąży bliźniaczej, obumarciu ciąży, lub wadach cewy nerwowych płodu (bezmózgowie, rozszczep kręgosłupa)
    - obniżenie tych wartości może świadczyć o trisomii 21 u płodu

- w stanach patologicznych:
  - guz zarodkowy o typie nienasieniaka (nowotwór pęcherzyka żółtkowego, rak zarodkowy, mieszane nowotwory germinalne, potworniaki niedojrzałe[3]
  - rak wątrobowokomórkowy
  - wątrobiak zarodkowy (hepatoblastoma)
  - raki przewodu pokarmowego z przerzutami do wątroby
  - pankreatoblastoma
  - marskość wątroby
  - zapalenie wątroby
  - polipowatość jelit
  - choroba Leśniowskiego-Crohna.

Gen alfa-fetoproteiny znajduje się na długim ramieniu czwartego chromosomu (4q11–q13). Strukturalnie przypomina on gen dla albuminy. Przypuszcza się, że oba geny wyewoluowały przed 300–500 milionami lat wskutek duplikacji genu – wspólnego przodka. Również fizjologicznie alfa-fetoproteina pełni funkcję zbliżoną do albuminy, będąc podstawowym białkiem osoczowym u płodu. Po porodzie dochodzi do przełączenia produkcji z alfa-fetoproteiny na albuminę. Okres półtrwania AFP w surowicy wynosi 5–7 dni. 
Stężenie AFP w surowicy oznacza się za pomocą testu ELISA lub RIA. 
W warunkach fizjologicznych stężenie alfa-fetoproteiny nie przekracza 40 μg/l.